# Szef Krajowej Administracji Skarbowej
Szef Krajowej Administracji Skarbowej – organ Krajowej Administracji Skarbowej, podlegający Ministrowi Finansów. Szef Krajowej Administracji Skarbowej jest sekretarzem stanu w Ministerstwie Finansów. Jest on organem podatkowym i organem administracji niezespolonej. Szefowi podlegają: Krajowa Informacja Skarbowa, Krajowa Szkoła Skarbowości i izby administracji skarbowej.

## Powoływanie i odwoływanie
Szefa Krajowej Administracji Skarbowej powołuje Prezes Rady Ministrów, na wniosek ministra właściwego do spraw finansów publicznych, spośród sekretarzy stanu w urzędzie obsługującym tego ministra.
Kadencja Szefa KAS nie jest ograniczona.

## Zadania
Do zadań Szefa Krajowej Administracji Skarbowej należy:
- nadzór nad działalnością organów Krajowej Administracji Skarbowej (oprócz Ministra Finansów);
- nadzór działalności KAS;
- ustalanie polityki kadrowej i szkoleniowej KAS;
- rozdzielanie środków z budżetu państwa przeznaczonych na cele KAS;
- wykrywanie i ściganie przestępstw skarbowych i celnych;
- rozpatrywanie oświadczeń majątkowych pracowników KAS;
- przeciwdziałanie unikaniu opodatkowania;
- koordynacja kontroli celno-skarbowych;
- analizowanie działań KAS;
- występowanie z wnioskiem do Ministra Finansów o powołanie dyrektora Krajowej Informacji Skarbowej;
- występowanie z wnioskiem do Ministra Finansów o powołanie dyrektorów izb administracji skarbowej;
- występowanie z wnioskiem do Ministra Finansów o przedłużenie kadencji dyrektora Krajowej Informacji Skarbowej;
- występowanie z wnioskiem do Ministra Finansów o przedłużenie kadencji dyrektorów izb administracji skarbowej;
- powoływanie zastępców dyrektora Krajowej Informacji Skarbowej;
- powoływanie dyrektora Krajowej Szkoły Skarbowości i jego zastępców;
- powoływanie zastępców dyrektorów izb administracji skarbowej;
- powoływanie naczelników urzędów celno-skarbowych;
- powoływanie naczelników urzędów skarbowych;
- odwoływanie zastępców dyrektora Krajowej Informacji Skarbowej;
- odwoływanie dyrektora Krajowej Szkoły Skarbowości i jego zastępców;
- odwoływanie zastępców dyrektorów izb administracji skarbowej;
- odwoływanie naczelników urzędów celno-skarbowych;
- odwoływanie naczelników urzędów skarbowych.

## Kierownictwo Krajowej Administracji Skarbowej
- Marcin Łoboda – szef Krajowej Administracji Skarbowej oraz sekretarz stanu w Ministerstwie Finansów od 18 grudnia 2023[2]

- Zbigniew Stawicki – zastępca szefa Krajowej Administracji Skarbowej oraz podsekretarz stanu w Ministerstwie Finansów od 18 grudnia 2023[3]

- Małgorzata Krok - zastępca szefa Krajowej Administracji Skarbowej oraz podsekretarz stanu w Ministerstwie Finansów od 1 lutego 2024[4]

Byli szefowie Krajowej Administracji Skarbowej:
- Marian Banaś (od 1 marca 2017 do 4 czerwca 2019)
- p.o. Paweł Cybulski (od 4 czerwca 2019 do 12 czerwca 2019)
- nadinsp. Piotr Walczak (od 12 czerwca 2019 do 2 marca 2020)
- nadinsp. Magdalena Rzeczkowska (od 3 marca 2020 do 25 kwietnia 2022)
- insp. Bartosz Zbaraszczuk (od 12 maja 2022 do 18 grudnia 2023)

Byli zastępcy szefa Krajowej Administracji Skarbowej:
- nadinsp. Piotr Walczak (od 1 marca 2017 do 12 czerwca 2019)
- Paweł Cybulski (od 1 kwietnia 2017 do 28 czerwca 2019)
- Tomasz Słaboszowski (od 5 lipca 2019 do 15 kwietnia 2020)
- Piotr Dziedzic (od 1 lipca 2019 do 15 grudnia 2020)
- insp. Mariusz Gojny (od 9 listopada 2021 do 18 grudnia 2023)
- Anna Chałupa (od 16 kwietnia 2020 do 18 grudnia 2023)